# Coupe de France 1929/30
Der Wettbewerb um die Coupe de France in der Saison 1929/30 war die 13. Ausspielung des französischen Fußballpokals für Männermannschaften. Die Meldezahl überschritt erstmals die 400-Marke (genau: 408 Vereine).
Titelverteidiger war Sports Olympiques Montpelliérains, der in diesem Jahr im Viertelfinale am letztjährigen Finalgegner und späteren Gewinner dieser Trophäe, dem Football Club de Sète, scheiterte. Für Sète war dies der erste Pokalsieg bei der bereits vierten Finalteilnahme seit 1923. Sein Endspielgegner Racing Club de France aus Paris hatte es erstmals in ein Finale um die Coupe de France gebracht.
Nach den auf regionaler Ebene organisierten Qualifikationsrunden setzte die Pokalkommission des Landesverbands FFF für Zweiunddreißigstel- und Sechzehntelfinale sämtliche Begegnungen fest, wobei Fragen der Reisedistanzen im großflächigen Frankreich ebenso eine Rolle spielten wie die Qualität der an den jeweiligen Orten vorhandenen Spielstätten und der Infrastruktur. Dabei wurde für das Zweiunddreißigstelfinale auch das Heimrecht festgelegt; ab dem Sechzehntelfinale fanden die Partien auf neutralem Platz statt. Ab dem Achtelfinale wurden die Paarungen frei ausgelost. Endete eine Begegnung nach Verlängerung unentschieden, kam es zu einem oder mehreren Wiederholungsspielen.

## Zweiunddreißigstelfinale
Spiele am 14./15., Wiederholungsmatch am 22. Dezember 1929
| - Club Français Paris – ASSB Oignies 1:2 - AS Metz – RC Arras 1:1 n. V., 1:3 - UR Dunkerque-Malo – Stade de l’Est 4:1 - ASC Dinard – US Persan-Beaumont 4:3 - US Boulogne – FC Dieppe 1:2 - AS Cannes – ASC Montauban 11:0 - Racing Calais – US Quevilly 2:1 - US Belfort – SO de l’Est 1:0 - FC Hyères – FC Lyon 1:0 - CS Jean Bouin Angers – AS Charentes 7:3 - JA Saint-Ouen – AC Amiens 1:4 - Olympique Alès – Stade Bordeaux UC 6:2 - Stade Le Havre – Excelsior AC Roubaix 3:0 - SC La Bastidienne Bordeaux – Drapeau Fougères 3:2 - FC Sète – SC Saint-Étienne 8:0 - Le Havre AC – Stade Roubaix 4:0 | - US Tourcoing – Cosmopolitan Club 5:1 - Olympique Lille – SC Séléstat 1906 10:0 - US Saint-Servan – AS Cherbourg-Stella 2:1 - Stade Raphaëlois – AS Valentigney 2:0 - SC Lourches – Red Star Olympique 0:3 - Racing Roubaix – UL Moyeuvre Grande 4:0 - Racing Club de France – L’Armoricaine Brest 8:1 - AS Brest – Stade Français Paris 0:11 - SA Girondins Bordeaux – Olympique Marseille 1:4 - CA Paris – SSU Hagondange 10:2 - SC Nîmes – Racing Strasbourg 7:1 - US Annemasse – OGC Nizza 1:2 - CO Billancourt – FC Mulhouse 1893 1:5 - SO Montpellier – AC Arles 2:0 - CA Mulhouse – CA Metz 0:4 - CA du 14e Arrondissement – Iris Club Lillois 2:1 |

## Sechzehntelfinale
Spiele am 12., Wiederholungsmatches am 19. Januar 1930
| - UR Dunkerque-Malo – Racing Calais 2:1 - AS Cannes – US Saint-Servan 1:1 n. V., 3:0 - US Belfort – CS Jean Bouin Angers 2: 1 - AC Amiens – RC Arras 2:0 - SC La Bastidienne Bordeaux – OGC Nizza 2:1 - FC Sète – FC Dieppe 2:0 - Olympique Lille – Le Havre AC 2:2 n. V., 1:0 - Stade Raphaëlois – ASC Dinard 2:0 | - Red Star Olympique – SC Nîmes 7:1 - Racing Roubaix – CA du 14e Arrondissement 4:1 - Racing Club de France – US Tourcoing 5:2 - Olympique Marseille – Stade Le Havre 4:2 - CA Paris – ASSB Oignies 5:2 - FC Mulhouse 1893 – Stade Français Paris 2:0 - SO Montpellier – Olympique Alès 3:0 - CA Metz – FC Hyères 3:2 |

## Achtelfinale
Spiele am 2., Wiederholungsmatch am 16. Februar 1930
| - UR Dunkerque-Malo – AS Cannes 0:0 n. V., 3:2 - AC Amiens – Racing Roubaix 1:0 n. V. - FC Sète – FC Mulhouse 1893 3:2 - Stade Raphaëlois – CA Metz 1:0 | - Racing Club de France – Olympique Lille 2:1 - Olympique Marseille – US Belfort 6:0 - CA Paris – SC La Bastidienne Bordeaux 5:1 - SO Montpellier – Red Star Olympique 2:1 |

## Viertelfinale
Spiele am 9. März 1930
| - AC Amiens – UR Dunkerque-Malo 2:1 - FC Sète – SO Montpellier 4:1 | - Racing Club de France – CA Paris 3:1 - Olympique Marseille – Stade Raphaëlois 1:0 |

## Halbfinale
Spiele am 5. bzw. 6., Wiederholungsmatch am 19. April 1930
| - FC Sète – Olympique Marseille 3:0 | - Racing Club de France – AC Amiens 1:1 n. V., 3:1 |

## Finale
Spiel am 27. April 1930 im Stade Olympique Yves-du-Manoir in Colombes vor 35.000 Zuschauern
- FC Sète – Racing Club de France 3:1 n. V. (1:1, 0:0)

### Mannschaftsaufstellungen
Auswechslungen waren damals nicht möglich; die meisten französischen Vereine hatten in dieser Zeit noch keine fest angestellten Trainer.
FC Sète: Charles Frondas – André Chardar, Edward Skiller – Louis Cazal , Ljubisa Stevanovic, Émile Féjean – Xavier Lucibello, Ivan Bek, Gustave Dubus, Alexander Friedmann, Raoul Durand
Racing Club de France: André Tassin – Manuel Anatol , Marcel Capelle – Paul Guézou, Jean Gautheroux, Alexandre Villaplane – Henri Veyssade, Henri Ozenne, Ferenc Lhottka, Émile Veinante, Marcel Galey
Schiedsrichter: Roger Conrié (Bordeaux)

### Tore
0:1 Lhottka (80.)

1:1 Friedmann (88.)

2:1 Bek (94.)

3:1 Bek (111.)

### Besondere Vorkommnisse
Nachdem sich Racings Torhüter Tassin verletzt hatte, musste sich Stürmer Ozenne ab der 73. Spielminute für ihn zwischen die Pfosten stellen; kurz darauf ging seine Elf sogar in Führung, aber diesmal konnte Sète das Spiel noch drehen.
Erstmals wurde ein Endspiel von einem Schiedsrichter geleitet, der nicht aus Paris stammte; 1933 sollte Monsieur Conrié noch ein zweites Finale pfeifen.
Einer der Favoriten des diesjährigen Wettbewerbs, der AC Amiens, schied erst nach einem Wiederholungsspiel im Halbfinale aus. Der Klub aus der Picardie hatte sich zwischenzeitlich mit vier Nationalspielern verstärkt (Célestin Delmer, Ernest Libérati, Paul Nicolas und Urbain Wallet) – es war die Zeit des „nicht mehr ganz so reinen Amateurismus“ („l'amateurisme marron“), aber legalisiert wurde der Professionalismus in Frankreich erst 1932. Delmer und Liberati gehörten, wie auch fünf Spieler des Racing Club de France, zu Frankreichs Aufgebot, das sich bald danach auf die Schiffsreise zur ersten Weltmeisterschaft in Uruguay begab.